# Eudonia choristis
Eudonia choristis là một loài bướm đêm trong họ Crambidae.